# Нуева Херона
Нуева Херона (шп. Nueva Gerona) је град на Куби у покрајини Isla de la Juventud. Према процени из 2011. у граду је живело 60.879 становника.

## Становништво
Према процени, у граду је 2011. живело 60.879 становника.
| 1991. | 2011.  |
| ----- | ------ |
| .     | 60.879 |